# Мирза-Кояш
Мирза́-Коя́ш (крим. Mırza Qoyaş, з 1940 по 1954 — Ашхада́н, крим. Aşhadan, з 1954 по 2023 рік — Красноармі́йське) — село Перекопського району Автономної Республіки Крим.
Розташоване на північному сході району. Відстань до райцентру становить становить 19 кілометрів по прямій, і понад 23 км автошляхом місцевого значення.
У селі похований Герой Радянського Союзу Микола Васильович Аксютін, що загинув 1944 року.

## Назва
Назва походить від кримськотатарського mırza — дворянин, та qoyaş — сонце.
Колишня українізована російська назва Красноармійське від Красноармєйскоє означає Червоноармійське в честь Червоної Армії.
Село внесено до переліку населених пунктів, які потрібно перейменувати відповідно до вимог закону «Про засудження комуністичного та націонал-соціалістичного (нацистського) тоталітарних режимів в Україні та заборону пропаганди їхньої символіки».
12 травня 2016 року постановою Верховної Ради України Красноармійське було перейменовано на Мирза-Кояш; цією ж постановою назву Красноперекопського району змінено на Перекопський. Ця постанова «набирає чинності з моменту повернення тимчасово окупованої території Автономної Республіки Крим та міста Севастополь під загальну юрисдикцію України».

## Населення

### Мова
Розподіл населення за рідною мовою за даними перепису 2001 року:
| Мова              | Відсоток |
| ----------------- | -------- |
| російська         | 50,08 %  |
| кримськотатарська | 19,15 %  |
| українська        | 18,27 %  |
| інші              | 12,5 %   |